# Boris Ivanovič Čeranovskij
 Boris Ivanovič Čeranovskij (rusky Борис Иванович Черановский, 13. července 1896 Pavloviči – 17. prosince 1960 Moskva) byl sovětský letecký konstruktér, významný jako tvůrce prvních letuschopných samokřídel.
Původním povoláním byl malíř a sochař, ale v roce 1920 se začal zajímat o letectví. V letech 1924 až 1927 studoval na Žukovského vojenské letecké inženýrské akademii. Od roku 1922 se začal zabývat konstrukcí samokřídel. V roce 1924 vytvořil kluzáky BIČ-1 a BIČ-2. Roku 1926 následovalo první motorové samokřídlo BIČ-3. Mezi jeho další pozoruhodné konstrukce patří např. bezocasý letoun BIČ-11, který byl pod názvem RP-1 použit pro zkoušky raketového motoru OR-2 zkonstruovaného F. Zanderem. V roce 1934 vznikl jeho první dvoumotorový letoun BIČ-14. Ve stejném roce vytvořil lidskou silou poháněnou bezocasou ornitoptéru BIČ-16. Tento letoun nebyl úspěšný. O vyřešení problému letu lidskou silou se pokusil ještě v roce 1937 s letounem BIČ-18, ale ani ten nevedl k úspěchu. Čeranovskij vytvořil ještě řadu prototypů a projektů většinou bezocasých letadel. Za své zásluhy v oblasti letectví byl vyznamenán Řádem rudé hvězdy.